# Taurometopa phoenicozona
Taurometopa phoenicozona là một loài bướm đêm trong họ Crambidae.